# Mút xốp bọt biển

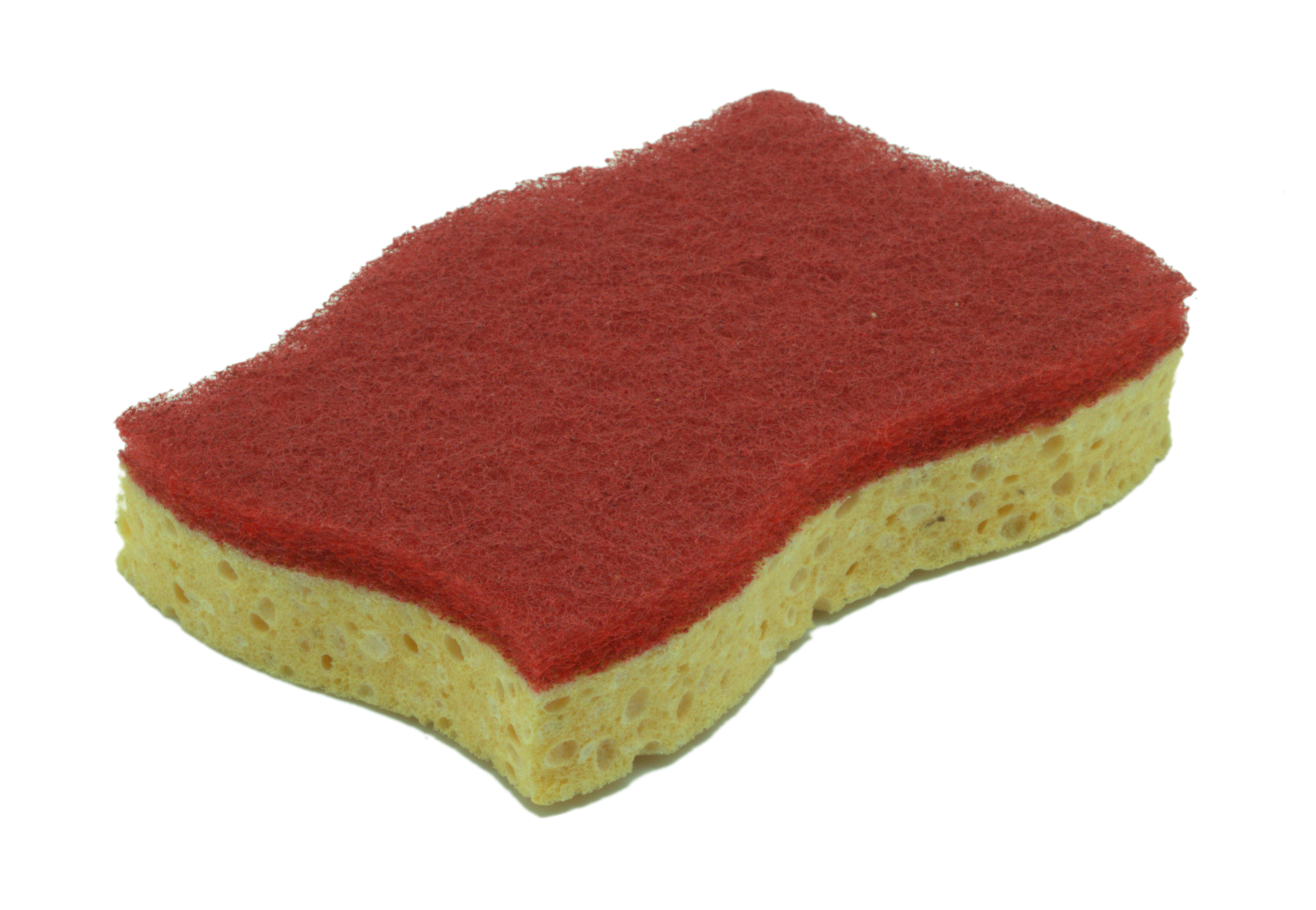
Bọt biển sợi nhân tạo: Bọt biển từ vật liệu polyurethane làm thành miếng cọ rửa.

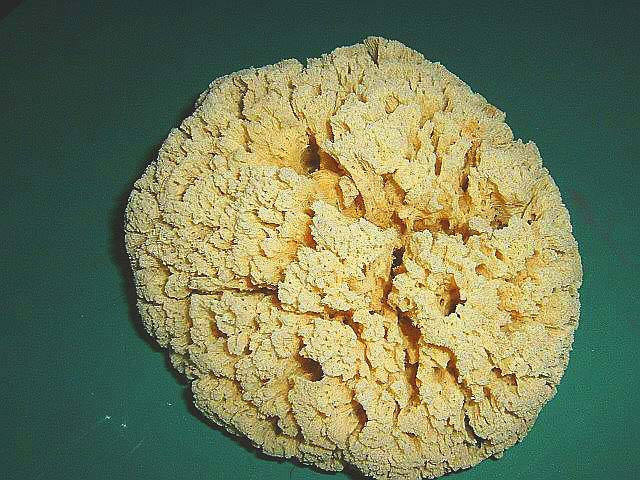
Bọt biển sợi động vật: Một miếng bọt biển tự nhiên của Hy Lạp.

Mút xốp bọt biển (tiếng Anh: sponge) là một công cụ vệ sinh được làm bằng vật liệu tổng hợp mềm và xốp. Thông thường, bột biển nhân tạo được sử dụng để làm sạch các bề mặt không thấm nước (đặc biệt tốt trong việc hấp thụ nước và dung dịch gốc nước), thay thế cho việc sử dụng bọt biển tự nhiên từ thời xa xưa.

## Từ nguyên
Từ "sponge", có nguồn gốc từ tiếng Hy Lạp cổ đại σπόγγος (spoggos).

## Lịch sử
Các tài liệu tham khảo đầu tiên về bọt biển được sử dụng cho những ngày vệ sinh thân thể từ thời Hy Lạp cổ đại. Các thí sinh tham dự Thế vận hội Olympic cổ đại đã tự tắm rửa bằng bọt biển ngâm trong dầu ô liu hoặc nước hoa trước khi thi đấu.
Trong cuốn sử thi Odyssey của nhà thơ Hy Lạp Homer, vị thần Hephaestus chà rửa đôi tay, mặt và ngực bằng miếng bọt biển, và những người hầu trong cung điện Odysseus cũng dùng bọt biển để lau bàn sau bữa ăn của những người tới cầu hôn Penelope. Các nhà triết học Hy Lạp Aristotle và Plato cũng đề cập đến bọt biển trong cả bối cảnh khoa học và lịch sử trong các tác phẩm của họ. Người Hy Lạp và La Mã cổ đại cũng sử dụng bọt biển được buộc vào gậy để vệ sinh hậu môn và rửa chúng bằng nước biển.
Người La Mã cổ đại cũng sử dụng rộng rãi để vệ sinh và dùng cho các mục đích sử dụng khác. Người ta tin rằng xốp bọt biển có đặc tính trị liệu đã dẫn đến việc sử dụng nó trong y học để làm sạch vết thương và điều trị bệnh.
Bọt biển đã được sử dụng làm băng vệ sinh bởi phụ nữ trong suốt lịch sử và vẫn được sử dụng như một vật liệu thay thế rẻ hơn và thân thiện với môi trường hơn so với vật liệu sợi. Tuy nhiên, các nhà nghiên cứu không khuyến nghị sử dụng bọt biển làm băng vệ sinh, vì chúng có thể chứa bụi bẩn và vi sinh vật, đặc biệt là nếu vệ sinh kém.
Trong kinh Tân Ước, một người lính La Mã đưa một miếng bọt biển ngâm giấm gắn trên đầu ngọn giáo (một số phiên bản nói là tuỳ tùng) cho Jesus uống trong khi bị đóng đinh, như một hành động nhạo báng.
Bọt biển tổng hợp chỉ có được sản xuất sau khi phát minh ra polyester vào năm 1941 và bọt xốp (PU Foam) được sản xuất đại trà vào năm 1952.

## Vật liệu
Phần lớn xốp bọt biển được làm từ các vật liệu hữu cơ như polyester, polyurethane hoặc cellulose. Cụ thể, mút xốp polyester mềm mại và có màu vàng, thường được dùng để rửa chén bát., trong khi polyurethane được sử dụng để làm các phần cạnh mài mòn trong mút bọt biển polyester.
Cellulose từ các sợi gỗ được sử dụng nhiều hơn để làm sạch da, tắm gội, nhưng loại vật liệu này thường cứng và đắt hơn so với polyester, mặc dù được coi là thân thiện với môi trường hơn vì nguồn gốc tự nhiên cũng như khả năng phân hủy sinh học hiệu quả.

## Vi khuẩn ẩn náu

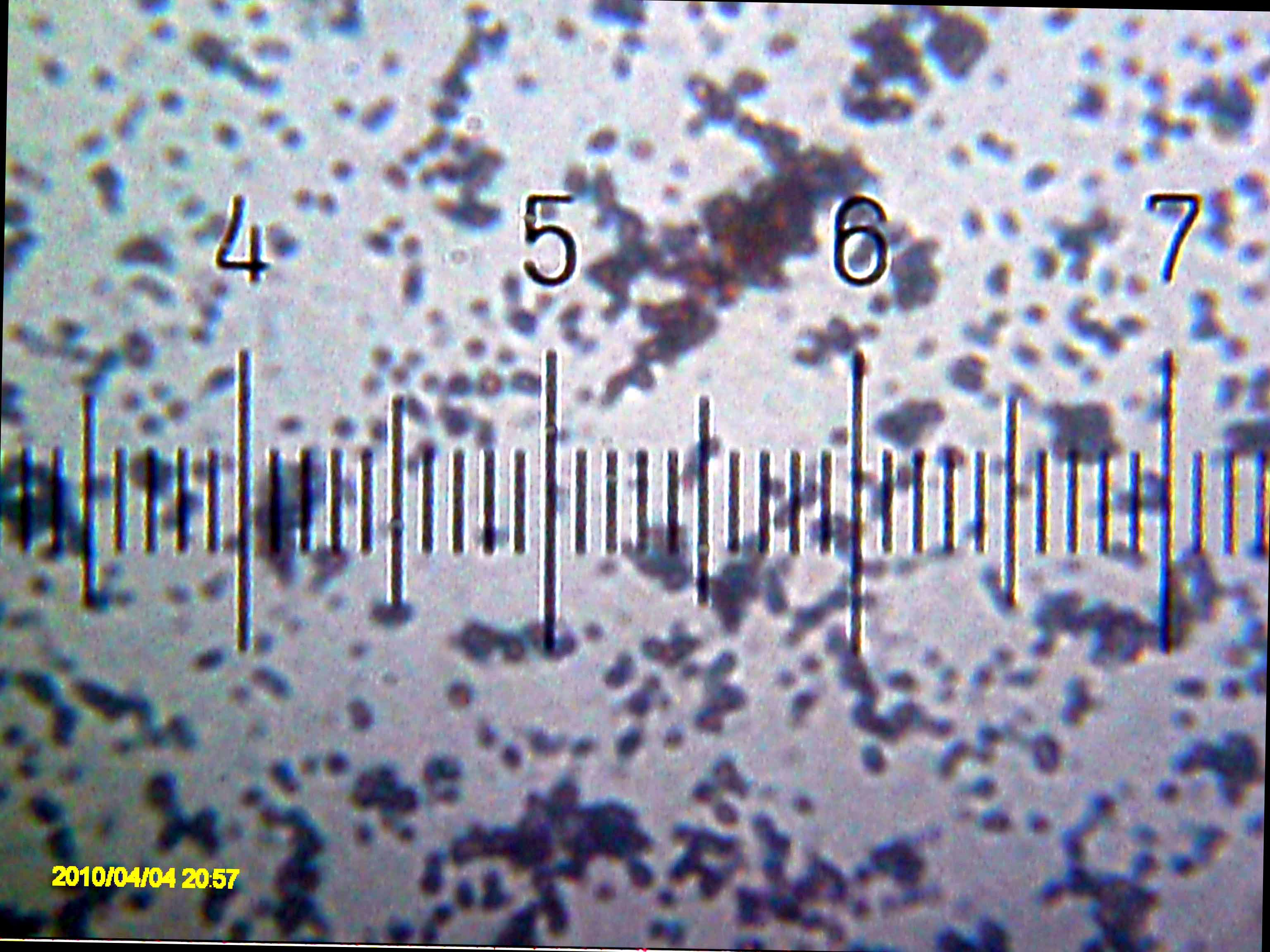
Vi khuẩn từ một miếng bọt biển nhà bếp.

Do chủ yếu được làm từ sợi gỗ, bọt xốp cellulose có thể trở thành nơi cư ngụ của nhiều loại vi khuẩn hoặc nấm có hại, đặc biệt là trong điều kiện ẩm ướt sau khi được sử dụng.
Ngày nay, nhiều phương pháp  được sử dụng để làm sạch bọt biển. Các nghiên cứu đã thử nghiệm việc sử dụng lò vi sóng đối với việc diệt khuẩn loại bọt biển phi kim loại còn ẩm nước. Một nghiên cứu năm 2006 cho thấy bọt biển ướt trong lò vi sóng trong hai phút (với công suất 1000 watt) đã giết chết 99% chỉ số Coliform  thể thực khuẩn như E. coli và MS2 nhưng bào tử Bacillus cereus cần ít nhất 4 phút. Sau một số vụ cháy nhà do những người thử làm theo cách thức này tại nhà, tác giả của nghiên cứu kêu gọi mọi người phải đảm bảo bọt biển phải đủ ẩm khi cho vào lò vi sóng. Một nghiên cứu năm 2009 cho thấy lò vi sóng và máy rửa chén đều là những công cụ hiệu quả để làm sạch miếng bọt biển trong gia đình.

## Lĩnh vực kinh tế
Các quốc gia vùng Caribbe và Địa Trung Hải là những nhà xuất khẩu bọt biển chủ yếu, cung cấp phần lớn nhu cầu tại thị trường châu Âu và Bắc Mỹ. Tunisia là nhà xuất khẩu bọt biển lớn nhất thế giới, chiếm 90% sản lượng. Pháp là thị trường nhập khẩu chính từ Tunisia, nhưng nhu cầu bọt biển của Pháp đã giảm trong những năm gần đây.
| Tên quốc gia | 1981 | 1982 | 1983 | 1984 | 1985 | 1986 |
| ------------ | ---- | ---- | ---- | ---- | ---- | ---- |
| Tunisia      | 74   | 71   | 84   | 81   | 91   | 88   |
| Cuba         | 36   | 33   | 38   | 33   | 41   | 41   |
| Pháp         | 25   | 26   | 33   | 31   | 35   | 30   |
| Hy Lạp       | 32   | 42   | 36   | 27   | 32   | 22   |
| Bahamas      | -    | 8    | 21   | 8    | 3    | 14   |
| Thổ Nhĩ Kỳ   | 11   | 8    | 7    | 8    | 1    | 1    |
| Ai Cập       | 5    | 4    | 4    | 2    | 4    | 8    |
| Nhật Bản     | -    | 6    | 4    | 1    | 1    | 6    |
| Philippines  | 9    | 4    | 5    | 6    | 6    | 4    |
| Libya        | -    | -    | -    | 6    | 3    | -    |
| Tổng cộng    | 192  | 202  | 232  | 213  | 245  | 225  |